# Jim Dickson
James Rowan Chatterton Dickson (né le 16 janvier 1964) est un homme politique travailliste britannique qui est actuellement conseiller local de Herne Hill & Loughborough Junction depuis plus de 20 ans et député de Dartford depuis 2024. Il est également chef du conseil de Lambeth entre 1994 et 2000.
Aux élections générales de 2024, Dickson bat Gareth Johnson du Parti conservateur pour le siège de Dartford, après avoir dirigé le conseil de Lambeth, avoir été directeur politique au sein du cabinet de conseil Four Communications et directeur de l'association caritative basée à Canning Town, le Thames Festival Trust.

## Jeunesse et carrière
Dickson fait ses études au Wellington College, Berkshire, et au Jesus College, Cambridge, où il étudie les sciences sociales et politiques. Pendant son séjour à Cambridge, il est élu président du Cambridge University Labour Club.
À partir de 1989, Dickson travaille pour la London Housing Unit en tant que responsable principal des politiques pendant dix ans. En 1998, il est professeur invité à l'Université de Westminster jusqu'en 2000. Entre 2000 et 2003, il travaille comme associé chez Weber Shandwick. Il travaille précédemment pour le cabinet de conseil Four Communications en tant que directeur politique,. Il est membre de l'Association des consultants politiques professionnels.

## Carrière politique
Dickson est élu pour la première fois conseiller de Herne Hill lors des élections du conseil municipal de Lambeth London en 1990, et il devient chef du conseil de Lambeth en 1994.
Aux élections générales de 2001, il est le candidat du parti travailliste à Old Bexley et Sidcup.
Dickson occupe divers postes au sein du conseil municipal de Lambeth (notamment dans les secteurs bénévole et communautaire, dans les finances et dans les domaines de la santé et des services sociaux),,.
Il dirige le groupe travailliste de Lambeth lorsque celui-ci est salué comme étant « plus New Labour que New Labour » par l'ancien Premier ministre Tony Blair. Il est membre de Progressive Britain.
Lors des élections générales de 2024, Dickson est élu député de Dartford.